# Phrurolithus szilyi
Espèce
Phrurolithus szilyi est une espèce d'araignées aranéomorphes de la famille des Phrurolithidae.

## Distribution
Cette espèce se rencontre en Europe.

## Description
Les mâles mesurent de 1,9 à 2,3 mm et les femelles de 2,2 à 2,6 mm.

## Publication originale
- Herman, 1879 : Magyarország pók-faunája. Budapest, vol. 3, p. 1-394.